# Dolenja vas pri Artičah
Dolenja vas pri Artičah é um assentamento localizado no município de Brežice na Eslovênia. Possuía uma população estimada de 97 habitantes em 2020.